# Římskokatolická farnost Zhoř u Pacova
Římskokatolická farnost Zhoř u Pacova je zaniklým územním společenstvím římských katolíků v rámci pelhřimovského vikariátu českobudějovické diecéze. V rámci reformy církevní správy byla farnost k 1. lednu 2020 sloučená s farností Pacov.

## O farnosti

### Historie
V roce 1371 je ve Zhoři doložena plebánie. Tato v pozdější době zanikla. V roce 1759 byla v místě zřízena samostatná farnost. Od roku 1785 jsou dochovány farní matriční zápisy. V přifařené Těchobuzi žil v letech 1830–1841 kněz a filosof Bernard Bolzano, který se tam také podílel na duchovní správě tím, že v kostele svatého Marka sloužil bohoslužby. Před svým zánikem byla farnost administrována excurrendo z farnosti v Pacově.

## Kostely a kaple farnosti
| Kostel                         | Místo         | Bohoslužba             | Bohoslužba             | Poznámka            |
| ------------------------------ | ------------- | ---------------------- | ---------------------- | ------------------- |
| Kaple svaté Anny               | Pojbuky       | neslouží se pravidelně | neslouží se pravidelně | obecní kaple        |
| Kostel svatého Marka           | Těchobuz      | neslouží se pravidelně | neslouží se pravidelně | filiální kostel     |
| Kaple                          | Velká Černá   | neslouží se pravidelně | neslouží se pravidelně | obecní kaple        |
| Kostel Nanebevzetí Panny Marie | Zhoř u Pacova | neděle 1× za 14 dní    | 11.00                  | bývalý farní kostel |